# (5964) 1990 QN4
(5964) 1990 QN4 (1990 QN4, 1970 AD, 1979 OB14, 1982 DT1, A915 TH) — астероїд головного поясу, відкритий 23 серпня 1990 року.
Тіссеранів параметр щодо Юпітера — 3,158.